# Geaya ibarrana
Geaya ibarrana is een hooiwagen uit de familie Sclerosomatidae.